# ГЕС Тіна-Рівер
ГЕС Тіна-Рівер — гідроелектростанція, що споруджується у державі Соломонові острови на острові Гуадалканал (особливо відомий багатомісячною битвою між японськими та союзними військами під час Другої світової війни). Використовуватиме ресурс із річки Тіна, котра дренує північний схил гори Попоманасеу і є лівим витоком Нгалімбіу, що за два десятки кілометрів на схід від столиці країни Хоніари впадає до протоки Залізне дно (названа так через численні затонулі під час битви кораблі).
Станом на середину 2010-х років на островах існувало лише кілька мікро-ГЕС, найбільшою з яких була станція Jejevo (Buala) на Санта-Ісабель з показником у 0,15 МВт. Проект Тіна-Рівер повинен стати першою значною гідроелектростанцією країни, причому він має гарні шанси на реалізацію. Так, у 2018 році Австралія перерахувала перші два транші на фінансування будівництва доріг для доступу до розташованого у порослих джунглями горах майданчика ГЕС.
Тіну збираються перекрити греблею із ущільненого котком бетону висотою 55 метрів та довжиною 200 метрів, яка потребуватиме 5,6 тис. м3 цементу та 9,2 тис. м3 золи виносу. Вона утримуватиме витягнуте по долині річки на 2,6 км водосховище з площею поверхні 0,3 км2 та об'ємом 6,9 млн м3, де рівень поверхні в операційному режимі коливатиметься між позначками 170 та 175 метрів НРМ (у випадку повені останній показник збільшуватиметься до 187 метрів НРМ).
Зі сховища ресурс подаватиметься через дериваційний тунель довжиною 3,3 км з діаметром 3,3 метра, який переходитиме у прокладений по схилу гори сталевий водовід діаметром 3 метри. Також в системі працюватиме запобіжний балансувальний резервуар.
Основне обладнання станції складатиметься з трьох турбін типу Френсіс потужністю по 5 МВт, які при напорі у 102 метри забезпечуватимуть виробництво 78 млн кВт-год електроенергії на рік. Передбачається і можливість встановлення четвертої турбіни.
Відпрацьована вода повертатиметься у Тіну.
Видача продукції відбуватиметься по ЛЕП, розрахованій на напругу 33 кВ або 66 кВ.